# Adorables Démons
Pour plus de détails, voir Fiche technique et Distribution.
Adorables Démons est un film français réalisé par Maurice Cloche sorti en 1957.

## Synopsis
Annibal Onnis, brave homme et important fabricant de lessive, se fait voler le collier de sa femme par une jeune starlette, Régina Rex, qui a essayé de le séduire. Il engage deux détectives privés, Willis Sr. le père, et Willis Jr. le fils, en mal de clients, pour retrouver la trace de la jeune femme. Retrouvant la trace de cette dernière à La Baule à un concours de beauté, Willis Jr. tombe amoureux de Liliane, dite Régina Rex et cherche à la mettre hors de cause car il est persuadé de son innocence. Après plusieurs péripéties comiques (dont la perte provisoire du collier), on apprendra que la starlette fut engagé par Mme Onnis pour faire prendre son mari en flagrant délit d'infidélité, un contrat entre les époux stipulant que l'infidèle du ménage paiera 100 millions de francs à l'autre. Le dévouement de Willis permettra à Annibal de surprendre sa femme en flagrant délit. Les Onnis se retrouvent avec bonheur et Liliane et Willis Jr. regardent l'avenir souriant.

## Fiche technique
- Réalisation : Maurice Cloche
- Scénario et dialogues : Maurice Cloche, Michel de Castelbajac et Georges Raevsky
- Photographie : Jacques Mercanton
- Musique : Paul Bonneau
- Son : Robert Teisseire
- Montage : Jacques Desagneaux
- Sociétés de production : Les Films Maurice Cloche - SECA - Société d'Etudes Cinématographiques et Artistiques
- Directeur de production : Albert Loisel
- Le tournage a eu lieu du 23 juillet au 1er septembre 1956
- Année de réalisation : 1956
- Pays :  France
- Format : Noir et blanc - 2,35:1 - 35 mm - Son mono
- Genre : Comédie
- Durée : 94 minutes
- Date de sortie en salles :
  - France -  5 juin 1957

## Distribution
- Claudine Dupuis : Regina Rex
- Rellys : Annibal Onisse
- Jean Poiret : Julien Willis, Jr.
- Michel Serrault : Jacques Willis senior
- Dora Doll : Barbara Onisse
- Albert Préjean : Ernest
- Georgette Anys : la concierge
- Yves Massard : M. Charles
- Claude Piéplu
- Michel Galinine
- Nita Saint-Peyron